# Konklave 1471
Das Konklave von 1471 tagte vom 6. bis 9. August 1471, nachdem Papst Paul II. am 26. Juli 1471 verstorben war. Es wählte Francesco della Rovere, der sich Papst Sixtus IV. nannte.

## Verlauf der Wahl
Wie bei vorherigen Konklaven wurden auch 1471 von den Kardinälen Wahlversprechen beschworen, so zum Beispiel die Abkehr vom Nepotismus und die Einberufung eines Konzils. Der Gewählte, Francesco della Rovere, sollte dann aber als Papst Sixtus IV. beide Versprechen nicht einhalten: Er berief nur drei Monate nach seiner Wahl zwei seiner Neffen zu Kardinälen, ein Konzil fand während seiner Amtszeit nicht statt.
Kardinal della Rovere war bereits vor seiner Wahl zum Papst als scharfsinniger Theologe und machtvoller Prediger bekannt gewesen.

## Die teilnehmenden Kardinäle
Als Papst Paul II. starb, bestand das Kardinalskollegium aus 25 Kardinälen. Von ihnen nahmen folgende 18 am Konklave teil:
- Guillaume d’Estouteville, Erzbischof von Rouen, Kardinaldekan
- Latino Orsini, Kardinalbischof von Frascati
- Bessarion, Kardinalbischof von Sabina
- Filippo Calandrini, Bischof von Bologna
- Angelo Capranica
- Berardo Eroli, Bischof von Spoleto
- Niccolò Fortiguerra
- Bartolomeo Roverella, Erzbischof von Ravenna
- Oliviero Carafa, Erzbischof von Neapel
- Jacopo Ammannati Piccolomini
- Amico Agnifilo
- Marco Barbo, Kardinalnepot Pauls II., Patriarch von Aquileia
- Francesco della Rovere, Kardinalpriester von S. Pietro in Vincoli (zu Papst Sixtus IV. gewählt)
- Rodrigo de Borja y Borja, Kardinaldiakon von S. Niccolò in Carcere, Administrator der Diözese Valencia
- Francesco Gonzaga
- Teodoro Paleologo di Montferrato
- Giovanni Battista Zeno, Kardinalnepot Pauls II.
- Giovanni Micheli, Kardinalnepot Pauls II.

## Abwesende Kardinäle
Sieben Kardinäle nahmen nicht am Konklave teil:
- Alain de Coëtivy, Kardinalbischof von Palestrina
- Thomas Bourchier, Erzbischof von Canterbury
- Jean Rolin
- Luis Juan del Milà, Kardinalpriester von Ss. Quattro Coronati
- Jean Jouffroy
- Jean Balue
- Francesco Todeschini Piccolomini